# Novotróitskoie (Anútxinski)
|  | Per a altres significats, vegeu «Novotróitskoie». |

Novotróitskoie (en rus: Новотроицкое) és un poble del krai de Primórie, a l'Extrem Orient de Rússia, que en el cens del 2010 tenia 198 habitants. Pertany al districte rural d'Anútxinski.